# 洪志傑
洪志傑（1985年—），民建聯成員，現任香港東區區議會地區委員會界別議員、中學教師、香港高等教育科技學院(THEi)客席講師、學生普通話水平等級測試測試員。因他長相與香港藝人黎明頗為相似，故有「東區黎明」、「教育界黎明」之稱。祖籍福建泉州石狮。早年中學就讀聖馬可中學，後獲香港中文大學頒授碩士學位，閩南語與普通話兼擅，是香港少數研究閩語的學者之一。2022年獲得行政長官社區服務狀。於2023年12月當選為香港特別行政區第7屆區議員。

## 政治生涯
洪志傑曾於2011年香港區議會選舉中以獨立人士身份參選東區興東選區，在零宣傳情況下，結果得票不足一百，大幅落後予當選人許林慶及其餘三名候選人。
他後來加入民建聯並於2015年香港區議會選舉中參選東區阿公岩選區，得1,112票，落後予杜本文和當選者林其東。
2019年香港區議會選舉中他參選東區錦屏選區，欲在黨友、前立法會議員、時任港區全國人大代表蔡素玉手上接棒，獲得3,027高票，不足一百票之差敗予公民黨李予信，洪志傑接棒失敗。他於選舉日後一個月（2019年12月24日）入稟高等法院，指點票過程期間出現重大不當，目測投票人數亦與官方數字不符，要求法庭裁定該次選舉勝出的李予信非妥為當選。
2023年香港區議會選舉中，他參選東區區議會地區委員會屆別選舉，得票146，排名第一(也為港島區第一)，獲選為第7屆區議員。

## 學術成就與研究興趣
資深中文和普通話教師，獲香港教育局頒發嘉許狀。研究興趣廣泛，包括語言學、方言學、演講和朗誦，同時具備學生普通話水平等級測試測試員資格。
另外，對閩語的調查、比較研究有突出成果，對漢語音韻學、地名學、詞彙學也有重要貢獻。著有《臺漳泉廈四方言區特徵詞比較與考源》、《當代閩南語的共時現狀及歷時發展》等學術專著，為研究閩語的人士提供學術指導的重要論文。